# Convidecia

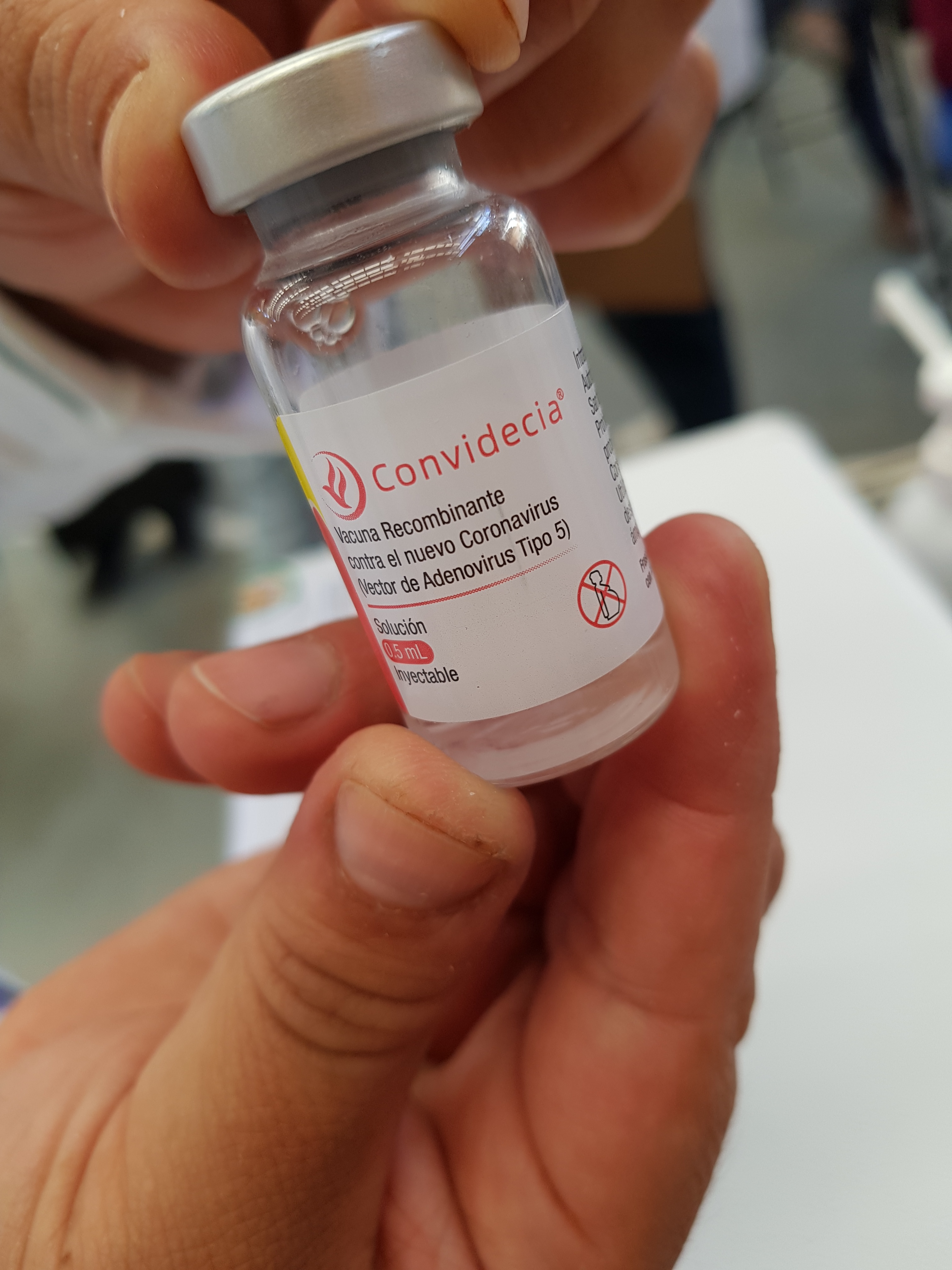

AD5-nCOV, có tên thương mại là Convidecia, là vắc-xin vectơ virus 1 liều duy nhất cho COVID-19 được CanSino Biologics phát triển. Nó đã được tiến hành thử nghiệm Giai đoạn III ở Argentina, Chile, Mexico, Pakistan, Nga, và Ả Rập Saudi với 40.000 người tham gia.
Vào tháng 2 năm 2021, dữ liệu toàn cầu từ các thử nghiệm Giai đoạn III và 101 ca bệnh COVID cho thấy vắc xin này có hiệu quả 65,7% trong việc ngăn ngừa các triệu chứng vừa phải của COVID-19 và 91% hiệu quả trong việc ngăn ngừa biến chứng nặng. Nó có hiệu quả tương tự như vắc xin Janssen, một loại vắc xin vectơ adenovirus một mũi khác với hiệu quả 66% trong một thử nghiệm toàn cầu. Convidecia là loại tương tự như các vắc-xin vectơ virus khác như vắc xin AstraZeneca, Sputnik V và Johnson and Johnson. Chế độ tiêm 1 liều duy nhất và yêu cầu bảo quản trong tủ lạnh thông thường (2°-8 °C) có thể làm cho vắc xin này trở thành một lựa chọn vắc xin thuận lợi cho nhiều quốc gia.
Convidecia được một số quốc gia ở Châu Á, Châu Âu, và Châu Mỹ Latinh chấp thuận sử dụng. Năng lực sản xuất Convidecia sẽ đạt 500 triệu liều vào năm 2021. Việc sản xuất vắc xin này sẽ được thực hiện ở Trung Quốc, với việc đưa thuốc vào và hoàn thiện các lọ vắc-xin cũng được thực hiện ở Malaysia, Mexico, và Pakistan.

## Hiệu quả
Vào tháng 2 năm 2021, dữ liệu được công bố từ một phân tích tạm thời của các thử nghiệm giai đoạn III với 30.000 người tham gia và 101 trường hợp COVID cho thấy trên toàn cầu, vắc-xin có hiệu quả 65,7% trong việc ngăn ngừa các trường hợp trung bình COVID-19 và 90,98% hiệu quả trong việc ngăn ngừa các biến chứng nặng. Trong tập hợp con thử nghiệm ở Pakistan, vắc-xin này có hiệu quả là 74,8% trong việc ngăn ngừa các trường hợp có triệu chứng 100% để ngăn ngừa biến chứng nặng.
Mặc dù tỷ lệ hiệu quả thấp hơn so với vắc xin Pfizer–BioNTech và Moderna, chế độ 1 liều duy nhất và yêu cầu bảo quản trong tủ lạnh thông thường (2-8 °C) có thể làm cho nó trở thành một lựa chọn thuận lợi cho nhiều quốc gia. Nó có hiệu quả tương tự như vắc-xin Janssen , một loại vắc-xin adenovirus một liều duy nhất khác được phát hiện có hiệu quả 66% trong một thử nghiệm toàn cầu.